# Ladislav Žemla
Ladislav Žemla, pseudonym Rázný, (6. listopadu 1887 Praha – 18. června 1955 Praha) byl český a československý tenista a olympionik. Osmkrát získal mistrovský titul zemí Koruny české ve dvouhře a jedenáctkrát ve čtyřhře. Po vzniku Československé republiky vyhrál další čtyři mistrovské tituly ve dvouhře a čtyři ve čtyřhře.
V letech 1921–1927 reprezentoval Československo v Davisově poháru, celkově odehrál 23 utkání (13–10), z toho jedenáct ve dvouhře (6–5) a dvanáct ve čtyřhře (7–5).
Na Olympijských mezihrách 1906 v Aténách získal bronzovou medaili ve čtyřhře, o 6 let později na LOH 1912 ve Stockholmu obsadil 4. místo ve dvouhře, když měl poměrně blízko k medaili. V semifinále prohrál vyrovnaný zápas s Jihoafričanem H. A. Kitsonem v pěti setech. V dalším střetnutí o bronz pak nestačil ve čtyřech setech na Němce Oscara Kreuzera. Nakonec zůstal bez medaile, ale jeho krásný styl měl odezvu u švédského krále Gustava V., tenisového příznivce, který mu udělil pohár za nejdokonalejší styl hry. Na LOH 1920 v Antverpách vybojoval ve smíšené čtyřhře spolu s Miladou Skrbkovou další bronzovou medaili poté, co porazili dánský pár Amory Hansenovou a Erika Tegnera. Skrbkovou si později vzal za manželku.
Po většinu své tenisové kariéry si uchovával vysokou výkonnost. S bratrem Zdeňkem Žemlou vytvořil na evropském kontinentu přední deblový pár. V důsledku odporu úřadů a školních orgánů ke sportování mladých studentů si museli zvolit pseudonymy. Zdeněk tak hrál pod jménem „Jasný“ a Ladislav pod přezdívkou „Rázný“.